# Ferdinand Pogačnik
Ferdinand Pogačnik, slovenski odvetnik, * 15. julij 1839, Kranj, † 6. junij 1888, Dunaj.

## Življenje in delo
Pogačnik je bil izredno nadarjen in marljiv dijak. Gimnazijo je v letih 1850–1858 obiskoval v Ljubljani in bil do 7. razreda gojenec Alojzijevišča; od 3. razreda dalje je bil vedno najboljši v razredu. Tudi kot študent prava na Dunaju je bil vseskozi med najboljšimi. Po koncu študija se je posvetil odvetništvu in nadaljeval tradicijo stalnega slovenskega odvetnika na Dunaju. V svoji stroki se je uveljavil kot zelo uspešen zagovornik in reševal najbolj zahtevne pravde. Slovenskega političnega in kulturnega življenja se ni neposredno udeleževal, pač pa je ohranil stik s slovensko dunajsko družbo. Bil je ožji Stritarjev prijatelj in priča pri njegovi poroki. V članku »Kateri pomočki naj se upotrebljujejo, da se rabljenje slovenskega jezika pri porotnih obravnavanjih na Kranjskem in slovenskih delih na Štajerskem, Koroškem in v Primorju doseže« (SN 1874, št. 1550), daje nasvete, kako in v koliko je raba slovenskega jezika pri najvišjih sodiščih mogoča. Leta 1876 je zastopal E. Jelovškovo v pravdi za Prešernovo literarno dediščino in prejel od nje v zahvalo »Pesem od zidanja cerkve na Šmarni gorici«.